# 堅彌地城海旁

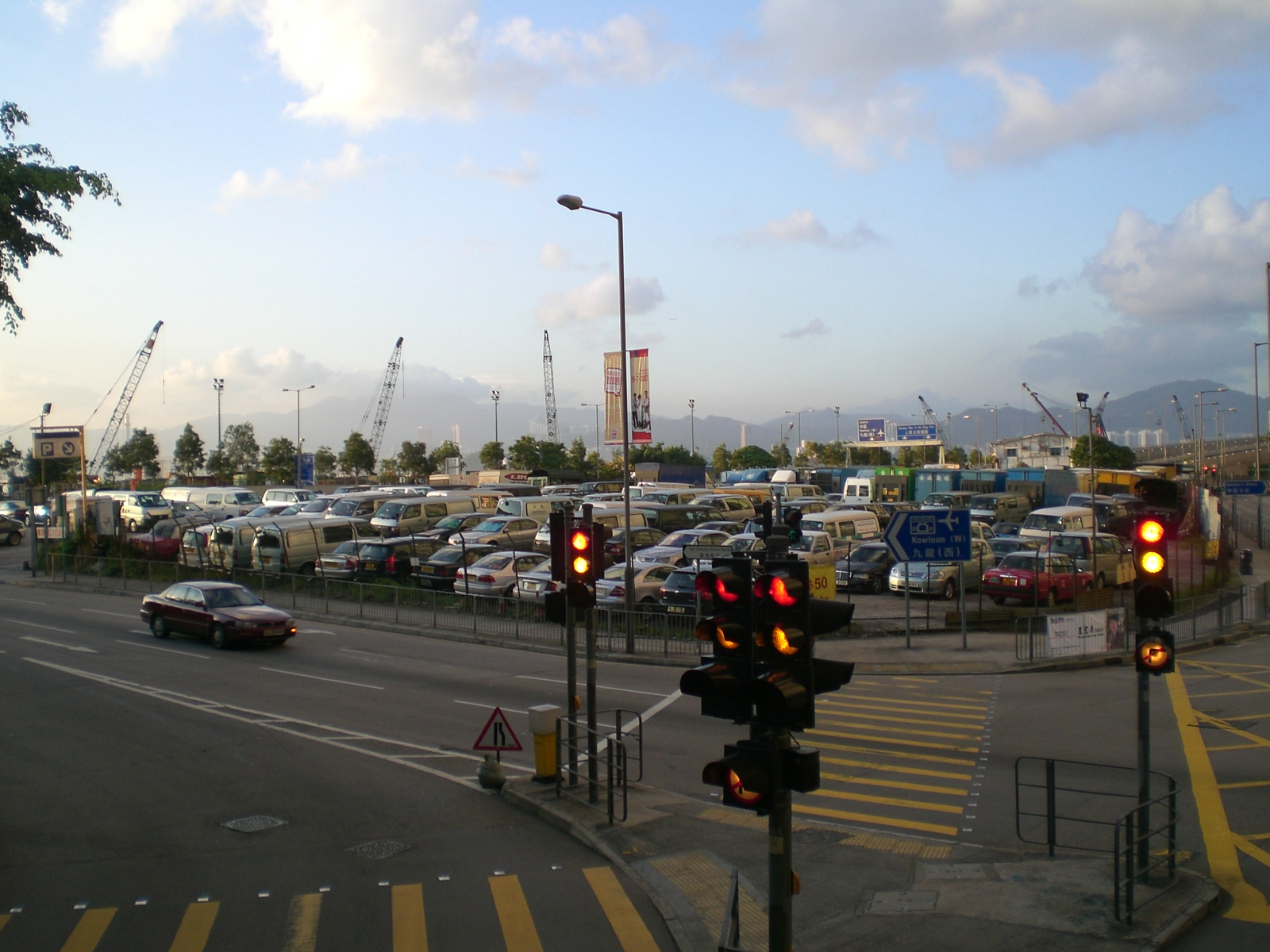
位於堅彌地城海旁的露天停車場，已於2009年中停止運作，現為堅尼地城游泳池所在地

堅彌地城海旁（英語：Praya, Kennedy Town）是一條香港的街道，位於香港島堅尼地城，東接德輔道西，西接吉席街和山市街交界，是一條三線雙向的行車道路，也有香港電車來往的軌道。

## 歷史
在卑路乍灣填海工程進行之前，其為堅尼地城海邊的街道。由於早期港島北面海邊的道路多名為「海旁」，所以堅尼地城沿海的一條道路稱之為堅彌地城海旁（Kennedy Town Praya）；而“praya”不是英語，而是葡萄牙語。但亦是指海濱一塊條狀土地。
現時堅彌地城海旁已經是內陸，其北面為卑路乍灣公園、城西道、露天停車場和一些空置的土地。另外，在堅彌地城海旁附近有一條名為堅彌地城新海旁的海邊街道。

## 沿途地標
- 卑路乍灣公園
- 新堅尼地城游泳池

## 交匯道路
- 吉席街
- 山市街
- 荷蘭街
- 西祥街
- 西祥街北
- 歌連臣街
- 皇后大道西
- 德輔道西